# 暗黒天国
「暗黒天国」（あんこくてんごく）は、ALI PROJECTの楽曲。宝野アリカが作詞、片倉三起也が作曲を手掛けた。ALI PROJECTの19枚目のシングルとして2007年5月23日にMellowHeadから発売された。本曲はテレビアニメ『かみちゃまかりん』のオープニングテーマに起用された。

## 収録曲
1. 暗黒天国 [4:24]
  - CメロにUEBERSCHALLのサンプル音源『8 BIT STYLEZ』が利用されている。
  - AメロにBIG FISH AUDIOのサンプル音源『ACID JAZZ CITY』より「08 095 Bb」が利用されている。
2. 桃色天国 [4:22]
3. 暗黒天国 [instrumental]
4. 桃色天国 [instrumental]

- 作詞：宝野アリカ
- 作曲：片倉三起也（全曲）
- 編曲：片倉三起也（トラック1、3）、 平野義久（トラック2、4）

## カバー
- Ave Mujica［三角初華（佐々木李子）］ - アルバム「バンドリ！ カバーコレクション Extra Volume」に収録。